# 板川侑右
板川 侑右（いたがわ ゆうすけ、1985年6月7日 - ）は、日本のテレビプロデューサー、演出家、作家。『勇者ああああ』などを手がける。テレビ東京製作局クリエイティブビジネス部所属。

## 人物
- 千葉県出身。幕張総合高等学校、明治大学卒業後、2008年にテレビ東京入社[1]。
- 明治大学落語研究会OBで、在学中は漫才コンビを組んでM-1グランプリの2回戦にも進出したことがあるが、同日に出場していたアンタッチャブルを見て芸人の道を諦めた[2]。1年後輩には4000年に一度咲く金指がいる[3]。
- オズワルドの伊藤を高く評価している。
- 趣味は謎解きイベントやグルメなど。ラジオ好きとして広く知られている。
- テレビ朝日で同じプロデューサーをやっている北野貴章と非常に仲が良い。
- 現在ニッポン放送に所属している石井玄とは大学が同じで、当時は全く接点がなかったが社会人になってから同じ業界では働いていることを知り仲良くなる。
- 同じ会社の先輩である伊藤隆行、ゴッドタンやあちこちオードリーでお馴染みの佐久間宣行の部下として長い間バラエティ作りの修行をしていた。

## 主な担当番組
- ピラメキーノ（ディレクター）
- 勇者ああああ（演出・プロデューサー）
- アルコ&ピースのメガホン二郎（演出・プロデューサー）
- マヂカルクリエイターズ（演出・プロデューサー）
- ヨソの番組乗っかりクイズ 寄生番組パラサイト（演出・プロデューサー）